# Симине
Симине́ (перс. سیمینه‎, сорани قەرەموسالیان, азерб. Siminə) — небольшой город на северо-западе Ирана, в остане Западный Азербайджан. Входит в состав шахрестана Букан. Административный центр одноимённого бахша.

## География
Город находится в южной части Западного Азербайджана, на правом берегу реки Симинеруд, на высоте 1309 метров над уровнем моря.
Симине расположен на расстоянии приблизительно 129 километров к юго-востоку от Урмии, административного центра провинции и на расстоянии 457 километров к западу-северо-западу (WNW) от Тегерана, столицы страны.

## Население
По данным переписи 2006 года население города составляло 957 человек (493 мужчины и 464 женщины). В Симине насчитывалось 188 семей. Уровень грамотности населения составлял 65,2 %.